# Ooencyrtus nezarae
Ooencyrtus nezarae is een vliesvleugelig insect uit de familie Encyrtidae. De wetenschappelijke naam is voor het eerst geldig gepubliceerd in 1928 door Ishii.
Deze kleine wesp is een parasitoïde; ze legt haar eitjes in de eitjes van wantsen uit verschillende families, zoals de Pentatomidae, Coreidae, Alydidae en Plataspidae; daar zijn soorten bij die schadelijk zijn voor de land- en tuinbouw, zoals Megacopta cribraria (Plataspidae), die zich voedt met kudzu, sojaboon en andere planten. Deze uit Azië afkomstige wants werd voor het eerst in 2009 als invasieve soort opgemerkt in de Verenigde Staten, en rond 2013 dook Ooencyrtus nezarae zelf in de VS op. De volwassen wesp is ongeveer 1 mm lang.